# Dipsas pavonina
Dipsas pavonina är en ormart som beskrevs av Schlegel 1837. Dipsas pavonina ingår i släktet Dipsas och familjen snokar. Inga underarter finns listade i Catalogue of Life.
Arten förekommer i Amazonområdet i Brasilien samt i angränsande regioner i regionen Guyana, i södra Venezuela, i södra Colombia, i östra Ecuador, i östra Peru och i norra Bolivia. Denna orm vistas i låglandet och i bergstrakter upp till 1600 meter över havet. Dipsas pavonina lever i fuktiga tropiska skogar. Individerna gräver främst i lövskiktet efter snäckor och sniglar som är deras föda. Enligt några avhandlingar klättrar arten ibland i träd. Denna orm är främst nattaktiv. Honor lägger ägg.
För beståndet är inga hot kända och hela populationen antas vara stabil. I Peru är Dipsas pavonina ganska sällsynt. IUCN kategoriserar arten globalt som livskraftig.